# 付曼妮
付曼妮（1987年3月20日—）湖北武汉人，中国大陆著名模特。

## 生平
付曼妮读高中时，是一个害羞的女生，高考前，美术老师把她推荐给湖北美术学院的““服装设计与表演”专业教授，她考试时得到了第一名，并且被特招进湖北美术学院。
在湖北美术学院读书时，付曼妮边读边打工，走T台、当车模、当平面模特等工作节省了父母给的生活费。大一期间，因为最初怯场和腼腆，她曾经被摄影师怒吼，而各种生活中打击更是让她饱尝辛酸。

## 奖项
- 2008年 成都车展 获得“成都车展最美丽车模”称号。[2]

- 2009年 上海车展 上海车展大赛冠军。[2]